# Viana (járás)
Viana egy comarca (járás) Spanyolország Galicia autonóm közösségében, Ourense tartományban. Székhelye .

## Települések
A székhely neve félkövérrel szerepel.
- A Gudiña
- A Mezquita
- Viana do Bolo
- Vilariño de Conso